# ハンテッド (2003年の映画)
『ハンテッド』（The Hunted）は、2003年に公開されたアメリカの映画。

## 解説
かつて軍で教官を務めた老人と戦争で深い傷を負い、殺人鬼と化した彼の教え子との戦いを描いたサバイバルものである。
劇中で、自然の中に残された小さな痕跡から野生動物をトラッキング（追跡）する技術が扱われており、注目を集めた。

## ストーリー
軍を除隊し、カナダで動物保護官として余生を過ごしていた老人L.T.のもとにアメリカのオレゴン州からFBI捜査官のアビーが訪れてきた。彼女はオレゴン州などの複数の州に跨る自然保護地区で起きているハンター連続殺人事件を解決すべく、彼に協力を依頼しにやってきたのだ。L.T.は彼女と共に現場を訪れ、わずかな手掛かりから犯人を割り出した。そして彼は、犯人がかつて軍でサバイバル術を教え込んだハラムであることが分かった。ハラムに会ったL.T.は彼と格闘するもアビーの活躍で彼は逮捕される。L.T.はハラムがかつてコソボ紛争に従軍してセルビア軍の指揮官を殺し、英雄として称えられたと同時に戦場で多くの惨劇（ジェノサイド等）を目の当たりにしたことで身も心もズタズタに引き裂かれていたことを知る。FBIの取調べに当たってハラムは「食物連鎖の中で俺たち人間より上の種がいて、人間を皆殺しにしてきたらどうする。」とハントする者とハントされる者の関係についての思考の一端を語る。ハラムは軍歴を理由に軍に身柄を引き渡され軍に「殺人用点鼻薬」で殺されそうになるが、彼は車に事故を起こさせてその隙に脱走した。多くの捜査員が導入されるも彼は包囲網を突破し、森の中へ逃げ込んだ……。

## キャスト
| 役名                   | 俳優                       | 日本語吹替                                   | 日本語吹替 | 日本語吹替 |
| 役名                   | 俳優                       | ソフト版                                     | テレビ東京版 |            |
| ---------------------- | -------------------------- | -------------------------------------------- | --- | ---------- |
| L.T.ボナム             | トミー・リー・ジョーンズ   | 池田勝                                       | 小林清志 |            |
| アーロン・ハラム       | ベニチオ・デル・トロ       | 山路和弘                                     | 小山力也 |            |
| アビー・デュレル       | コニー・ニールセン         | 佐藤しのぶ                                   | 田中敦子 |            |
| ボビー・モレット       | ホセ・ズニーガ             | 上田燿司                                     | 桐本琢也 |            |
| アイリーン             | レスリー・ステファンソン   | 安達忍                                       | 甲斐田裕子 |            |
| ハリー・ヴァン・ザント | ロン・カナダ               | 中庸助                                       | 宝亀克寿 |            |
| テッド・チェノウィズ   | ジョン・フィン             | 石波義人                                     | 土師孝也 |            |
| ヒューイット           | マーク・ペルグリノ         | 成田剣                                       | 木下浩之 |            |
| ロレッタ               | ジェンナ・ボイド           | 半場友恵                                     | 狩野茉莉 |            |
| ナレーション           | ジョニー・キャッシュ       |                                              | |            |
| その他声の出演         | その他声の出演             | 木村雅史 蓮池龍三 船木真人 白熊寛嗣 森谷恵利 | 楠見尚己 田中正彦 志村知幸 水野龍司 門田幸子 宇乃音亜季 金光宣明 酒井敬幸 八木かおり 長克巳 藤本譲 滝知史 後藤哲夫 |            |
| 日本語版制作スタッフ   |                            |                                              | |            |
| 演出                   |                            | 本吉伊都子                                   | 向山宏志 |            |
| 翻訳                   | 栗原とみ子（ソフト版字幕） | 荒木小織                                     | 荒木小織 |            |
| 調整                   |                            | 小山雄一郎                                   | 黒崎裕樹 |            |
| 担当                   |                            |                                              | 田坂謙一 森下広人                                                                                                  |            |
| 配給                   |                            |                                              | 角川映画 |            |
| プロデューサー         |                            |                                              | 渡邉一仁 遠藤幸子 五十嵐智之                                                                                       |            |
| 制作                   |                            | グロービジョン                               | テレビ東京 グロービジョン                                                                                          |            |
| 初回放送               |                            |                                              | 2008年6月5日 『木曜洋画劇場』                                                                                      |            |

## スタッフ
- 監督：ウィリアム・フリードキン
- 製作：リカルド・メストレス ジェームズ・ジャックス
- 製作総指揮：デビッド・グリフィス ピーター・グリフィス マーカス・ヴィシティ ショーン・ダニエル
- 脚本：デビッド･グリフィス ピーター・グリフィス アート・モンテラステリ
- 撮影：キャレブ・デシャネル
- 音楽：ブライアン・テイラー
- 美術：ウィリアム・クルーズ
- 編集：オージー・ヘス